# Current Contents
Current Contents — это база данных службы быстрого оповещения от Clarivate, ранее принадлежавшей Институту научной информации и Thomson Reuters.
Данные публикуются в интернете и в нескольких различных печатных тематических разделах.

## История
Current Contents первоначально издавался в бумажном формате в единственном издании, посвященном только биологии и медицине. 
Позже были добавлены другие тематические издания. 
Первоначально информация состояла просто из воспроизведения титульных страниц нескольких сотен крупных рецензируемых научных журналов
и публиковалась еженедельно, причем выпуски содержали титульные страницы из журналов, выпущенных всего несколькими неделями ранее,
что было короче, чем у любой другой доступной в то время службы.
Там был только авторский указатель и грубый предметный указатель по ключевым словам
Адреса авторов также указывались, так что читатель мог запросить копии актуальных статей.

## Статус
Все еще доступная в печатном виде, информация может быть получена как одна из баз данных компании Clarivate, включенных в Web of Science,
с ежедневными обновлениями, а также через другие агрегаторы баз данных.

### Издания
Публикуются следующие издания:
- Current Contents Agricultural, Biological, and Environmental Sciences (Сельскохозяйственные, биологические и экологические науки)
- Current Contents Arts and Humanities (Искусство и гуманитарные науки)
- Current Contents Clinical Practice (Клиническая практика)
- Current Contents Engineering, Technology, and Applied  Sciences (Инженерия, технологии и прикладные науки)
- Current Contents Life Sciences (Науки о жизни)
- Current Contents Physical Chemical and Earth Sciences (Физические химические науки и науки о Земле)
- Current Contents Social & Behavioral Sciences (Социальные и поведенческие науки)

## Смотритет также
- Академия Google